# Ostalo je ćutanje
Ostalo je ćutanje, trinaesti studijski album srpskog rock sastava Riblja čorba. Objavljen je 2. svibnja 1996. u izdanju diskografske kuće WIT LTD.

## Popis pjesama
Tekstovi: Bora Đorđević. 
| Br. | Skladba                                | Trajanje |
| --- | -------------------------------------- | -------- |
| 1.  | »Džigi Bau Story (priča o Džigi Bauu)« | 4:30     |
| 2.  | »Ljubomorko«                           | 3:00     |
| 3.  | »Nešto je trulo u državi Danskoj«      | 3:45     |
| 4.  | »Gnjilane«                             | 3:00     |
| 5.  | »Majko«                                | 5:13     |
| 6.  | »Gastarbajterska pesma«                | 3:50     |
| 7.  | »Deca cveća«                           | 5:11     |
| 8.  | »Gluvi telefoni«                       | 3:20     |
| 9.  | »Odlazi od mene, ubico idi«            | 2:40     |
| 10. | »Ostalo je ćutanje«                    | 4:07     |

## Izvođači
| - Bora Đorđević - vokal - Vidoja Božinović - gitara - Zoran Ilić - gitara - Miša Aleksić - bas-gitara - Vicko Milatović - bubnjevi - Vladimir Barjaktarević - klavijature | - Marija Mihajlović - back vokal (gost) - Snežana Jandrlić - vokal (pjesma "Odlazi od mene, ubico, idi") (gost) - Gorica Popović - vokal (pjesma "Odlazi od mene, ubico, idi") (gost) - Biljana Krstić - vokal (pjesma "Odlazi od mene, ubico, idi") (gost) - Dušan Suvajac - harmonika (pjesma "Džigi Bau Story (Priča o Džigi Bauu)" i "Gastarbajterska pesma") (gost) - Neša Petrović - saksofon (pjesma "Džigi Bau Story (Priča o Džigi Bauu)") (gost) - Miodrag alabanda - violina (pjesma "Džigi Bau Story (Priča o Džigi Bauu)") (gost) |